# みなみ野シティ

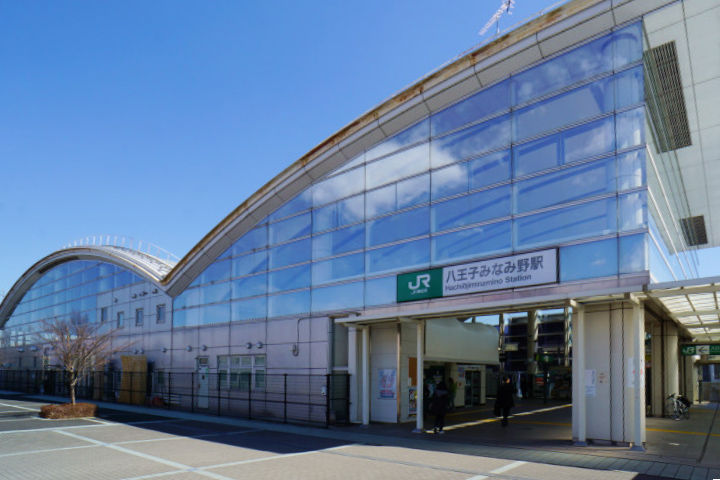
八王子みなみ野駅

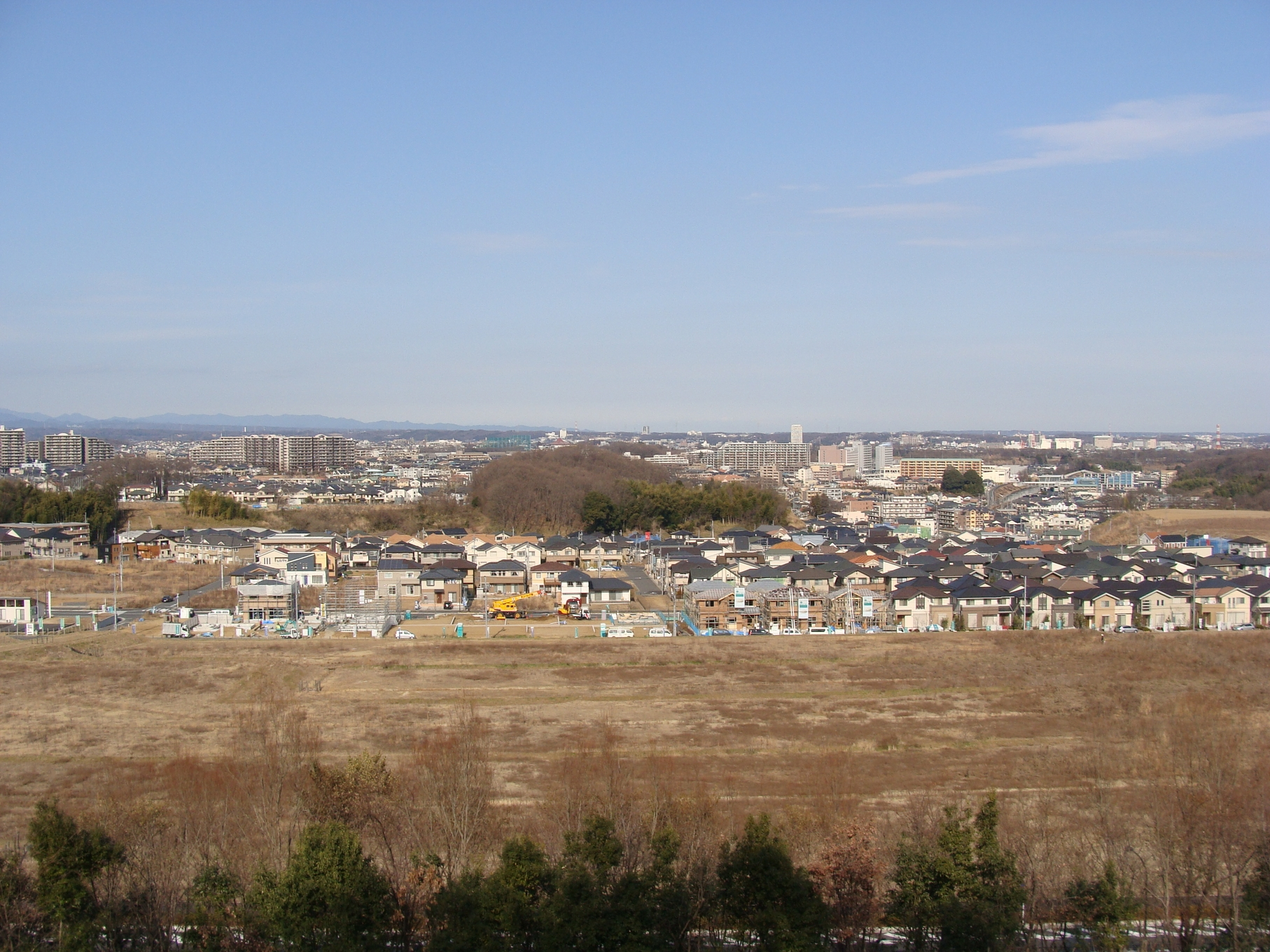
みなみ野シティ（七国3丁目付近、2009年撮影）

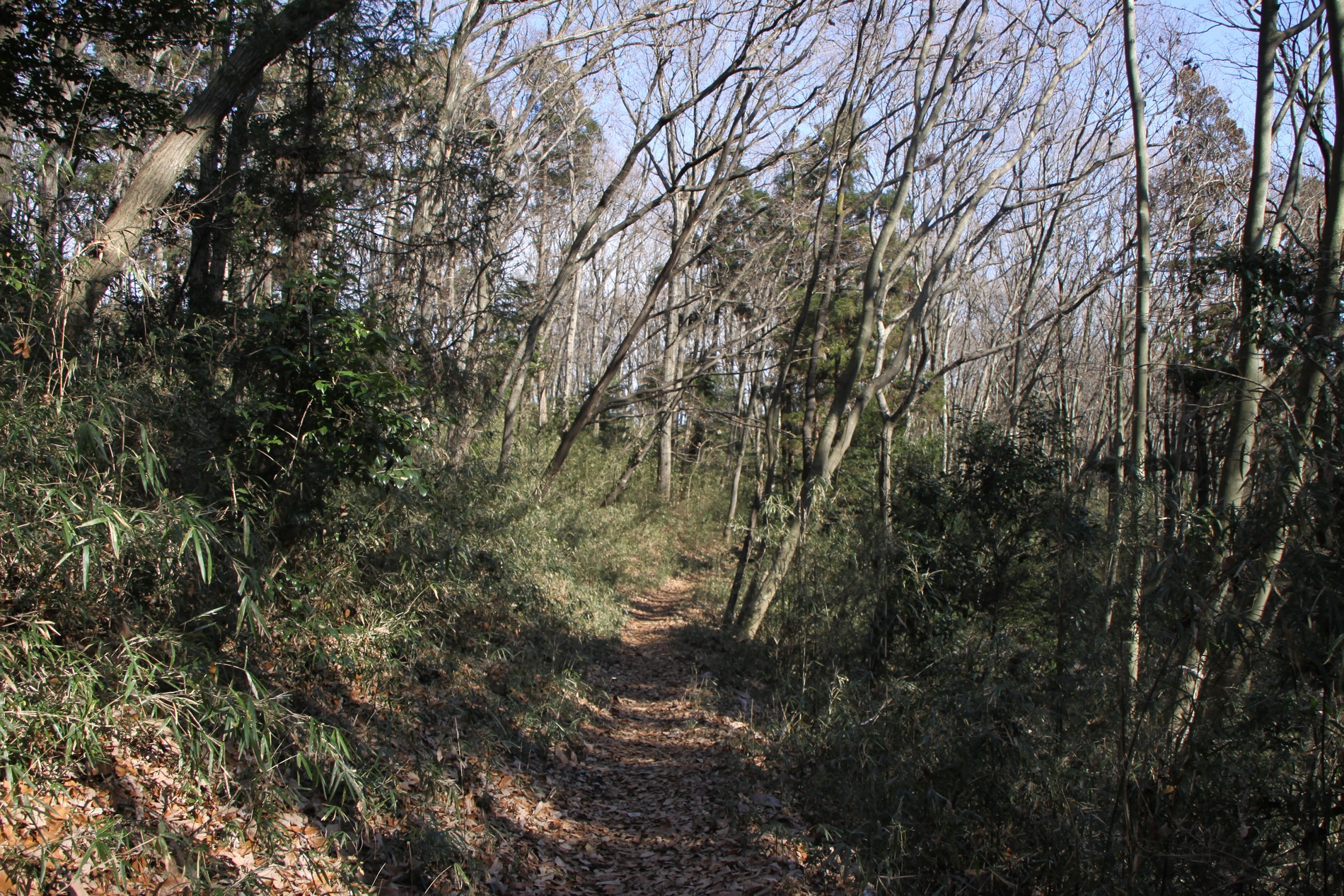
七国峠の古道

みなみ野シティは、東京都心から西方約40kmの八王子市の中心から南方2km - 5kmに位置し、1997年（平成9年）に街びらきをしたニュータウンである。都市再生機構が事業主体の土地区画整理事業「南八王子土地区画整理事業」により開発された。八王子ニュータウンともいう。また「八王子みなみ野シティ」と表記されることもある。
みなみ野シティは、主にみなみ野、七国、宇津貫町、兵衛（ひょうえ）、西片倉の5つの地区から構成されている。「七国」の地名はこの街の南部の多摩丘陵の尾根にある「七国峠（しちこくとうげ）」に由来するが、読みを「ななくに」に変更している。

## 概要
みなみ野シティの街びらきに合わせ、1997年（平成9年）4月1日には横浜線に八王子みなみ野駅が新規開業した。
「八王子・立川・多摩業務核都市構想」の一環として、国道16号沿道という立地から事務所や工場・流通関連施設なども配置されている。また多摩丘陵の里山や水路を生かした「環境共生都市」がコンセプトである。登記上の土地所有者は都市再生機構となっていたが、2008年（平成20年）4月の時点で一括書き換えされた。
丘陵部を宅地造成しているが、街全体をバリアフリーとするため、できるだけ緩やかな坂となるように配慮されている。斜面上の緑道には車椅子のために平坦な箇所が必ず設けられている。道路も余裕をもって配置され、道幅も広く歩道も確保されている。ほとんどの地域で電線類を地中化（暗渠：カルバート）しており、完成した主要道路の電線地中化とともに良好な街並みがつくられている。
商業地と住宅地は地区計画によって完全に分離されており、駅前から西部へと伸びるメインストリートには複合商業施設やレンタルビデオ・書店などがあり、八王子みなみ野駅から離れて住宅地になると小規模店舗が点在している。日常生活に必要なものは地区内でほとんどそろえることができる。
八王子みなみ野駅の東側は、横浜線の線路で西側と分断されているため開発が遅れていたが、住宅建設が進み商業施設なども進出してきている。

## 歴史
本開発計画が行われている一帯は、当初東京都府中市の東京競馬場にあった厩舎地区を移転するため、日本中央競馬会（NCK、現・JRA）が取得した土地である。

東京競馬場所属厩舎の美浦トレーニングセンターへの移転および、旧横浜競馬場（現・根岸競馬記念公苑）の在日米軍からの返還に伴い、1973年（昭和48年）にこの一帯はNCK所有ではなくなり、将来の開発構想が練られることになった。

### 沿革
- 1997年（平成9年）
  - 3月 - 街びらき。
  - 4月1日 - 八王子みなみ野駅が開業。
  - 4月1日 - 八王子市立みなみ野小学校・八王子市立みなみ野中学校が同時開校。
- 1999年（平成11年）9月 - 八王子南郵便局が南大沢駅前から移転。
- 2003年（平成15年）
  - 4月1日 - 八王子市立七国小学校・八王子市立七国中学校が同時開校。
  - 11月 - ショッピングセンター「MiOみなみ野」開業。
- 2005年（平成17年）9月 - ショッピングセンター「フレスポ八王子みなみ野」開業。
- 2006年（平成18年）
  - 2月 - 八王子警察署みなみ野交番を設置。
  - 11月 - 「アクロスモール八王子みなみ野」開業。
- 2007年（平成19年）4月1日 - 八王子市立みなみ野君田小学校が開校。
- 2008年（平成20年） - みなみ野シティ内の八王子南バイパスの工事が着手され、一部街路が付け替えられる。
- 2009年（平成21年）
  - 4月1日 - みなみ野小学校とみなみ野中学校が八王子市初の小中一貫校となり、八王子市立みなみ野小中学校として開校。
  - 4月20日 - みなみ野交番が南大沢警察署開署により、南大沢警察署みなみ野交番に変更される。

## 人口
- 約26,893人（2022年03月末現在)
- 計画人口は28,000人、人口は徐々に増加している。

## 交通アクセス

### 鉄道

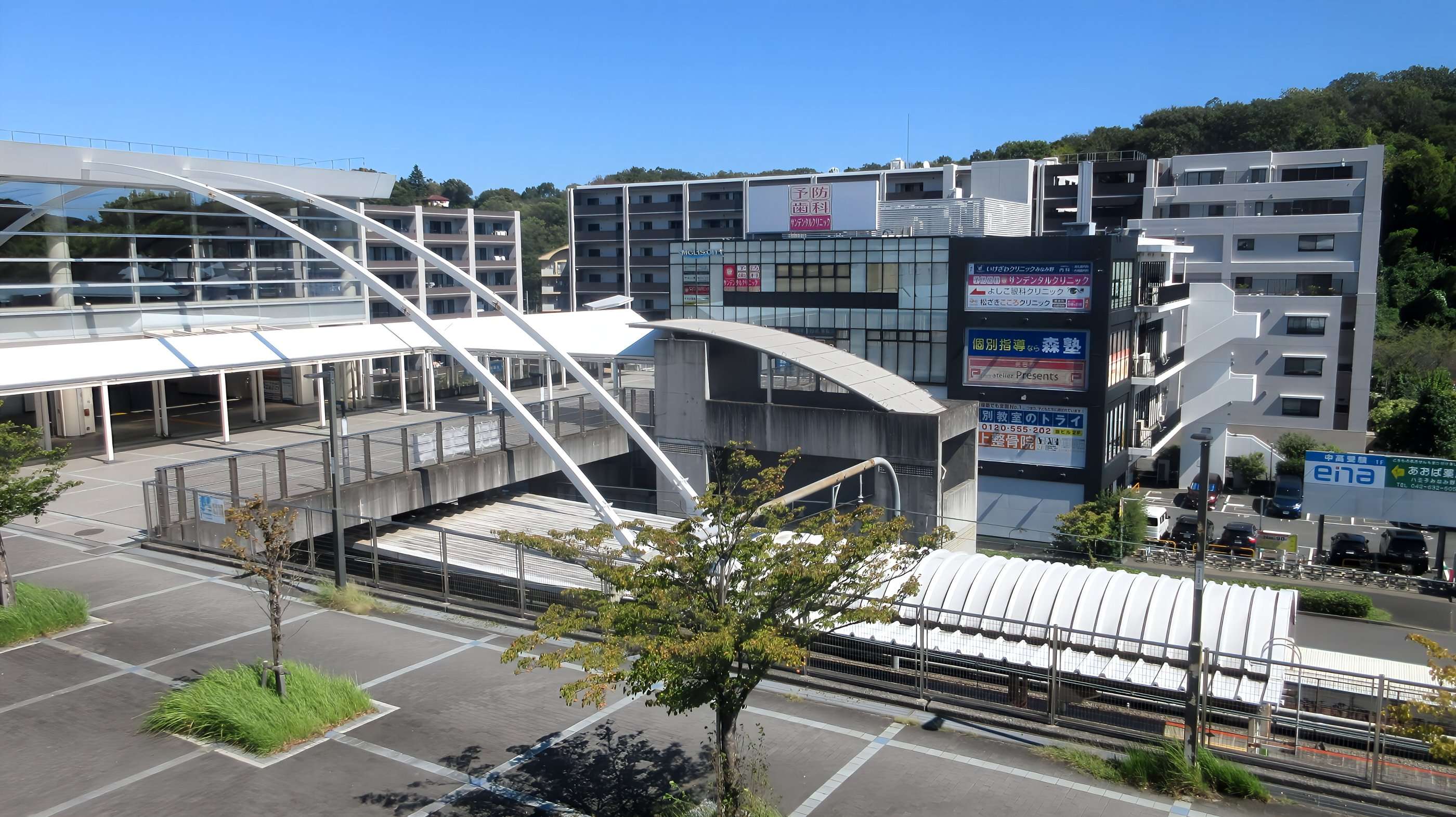
みなみ野駅とMCLIS CITY（ミクリス シティ）

- JR東日本
  - 横浜線

八王子みなみ野駅隣の片倉駅が最寄りの地区（西片倉・兵衛地区の一部）もある。

### 路線バス
八王子みなみ野駅前にはバス停留所とタクシー乗り場のあるロータリーがあり、京王電鉄バスとその子会社である京王バスにより路線バスが運行されている。八王子営業所、高尾営業所、南大沢営業所の3営業所が分担しており、八王子みなみ野駅を発着してみなみ野シティ内を循環する「みなみ野循環」のほか、JR八王子駅・京王線北野駅への路線などがある。
一般路線バス
- 京王電鉄バス八王子営業所
  - み04系統：八王子みなみ野駅 → みなみ野シティ中央 → 八王子みなみ野駅（みなみ野循環）※深夜バス2便は閑道谷戸止まり。
- 京王バス・高尾営業所
  - み05系統：八王子みなみ野駅 - グリーンヒル寺田
- 京王バス・南大沢営業所
  - 八69系統：八王子駅 - 北野駅 - 八王子みなみ野駅
  - 北06系統：北野駅 - 八王子みなみ野駅（八69系統の区間便　平日朝のみ運行）
  - み03系統：八王子みなみ野駅 - 東京工科大学（土曜1本のみ)

み04系統では、平日23時台以降に深夜割増で倍額運賃となる「深夜バス」も運行されている。
かつては北06系統でも深夜バスがあり、25時13分北野駅北口発みなみ野駅25時33分着の時期があったが、コロナ禍による深夜需要の減少に伴い、2021年4月1日のダイヤ改正で廃止された。
さらに2022年3月12日のダイヤ改正で、北野駅から八王子みなみ野駅の最終バスが平日ダイヤで21:29発、土休日ダイヤで21:13発と大幅に繰り上げられた。その後、平日は21:51発と繰り下がったものの、土休日は変更されていない。
新宿駅西口から八王子みなみ野駅行きの深夜急行バスが運行されている。詳細は京王電鉄バス#深夜急行路線を参照。
2017年6月22日のイーアス高尾開業時には、期間限定で無料送迎バスが運行され、八王子みなみ野駅へ乗り入れる便もあった。詳細は京王バス高尾営業所#休廃止路線を参照。

### 道路

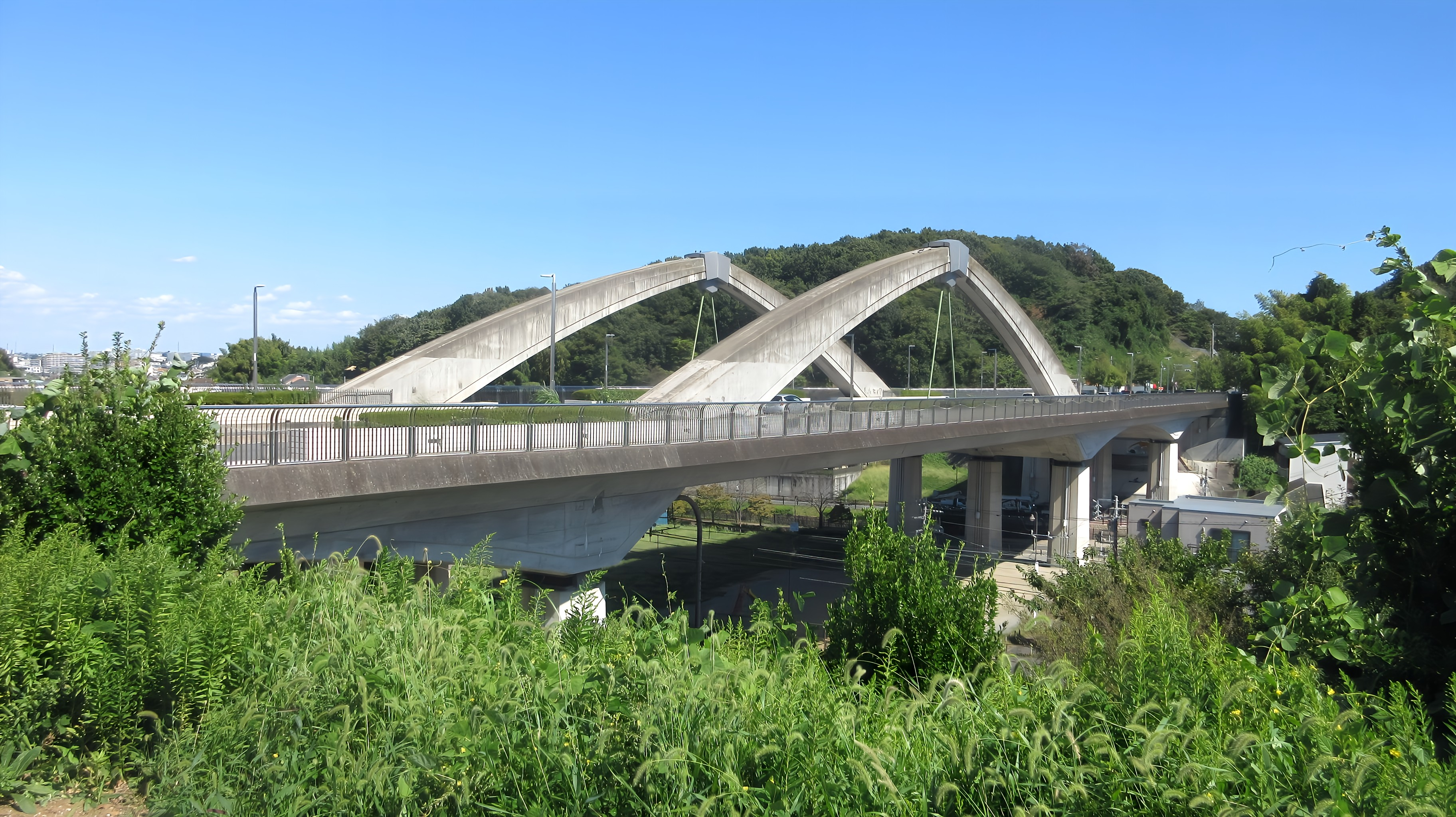
みなみ野大橋(八王子市幹線1級5号線上の橋)

みなみ野シティを取り囲むように、北部を東京都道173号上館日野線（北野街道）が、東部を国道16号（東京環状）が、西部を東京都道・神奈川県道506号八王子城山線が通っている。南部には町田街道があるが、通るには国道16号を経る必要がある。
八王子バイパス鑓水インターチェンジ付近の東京都道20号・神奈川県道525号府中相模原線（柚木街道）に出るルートの計画があるが、現状で大部分は山林である。また、この街の北部に接するように八王子南バイパスが計画されている。
国道16号から横浜線の東側の道を通り、相原駅方面へと抜けることのできる道路もある。

## 商業施設

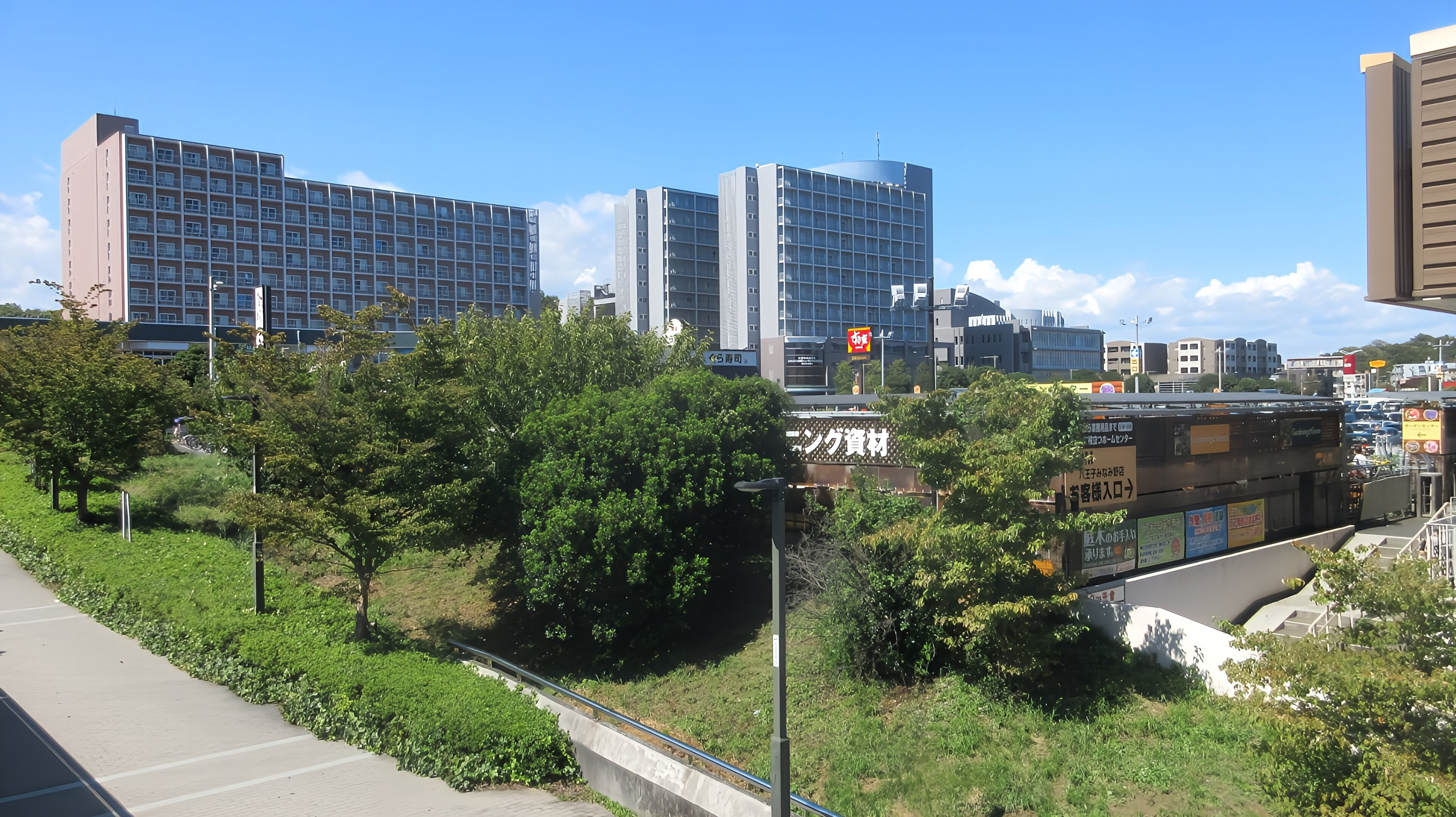
フレスポ、八王子南郵便局方向

八王子みなみ野駅周辺に、3つのショッピングセンターとホームセンターが建っている。
かつては駅前に暫定施設「トワみなみ野」があり、銀行や東急ストアみなみ野店などが出店していたが解体され、跡地にはホーマックスーパーデポ八王子みなみ野店（現：DCMホーマック八王子みなみ野店）が建設された。

### 八王子みなみ野駅前

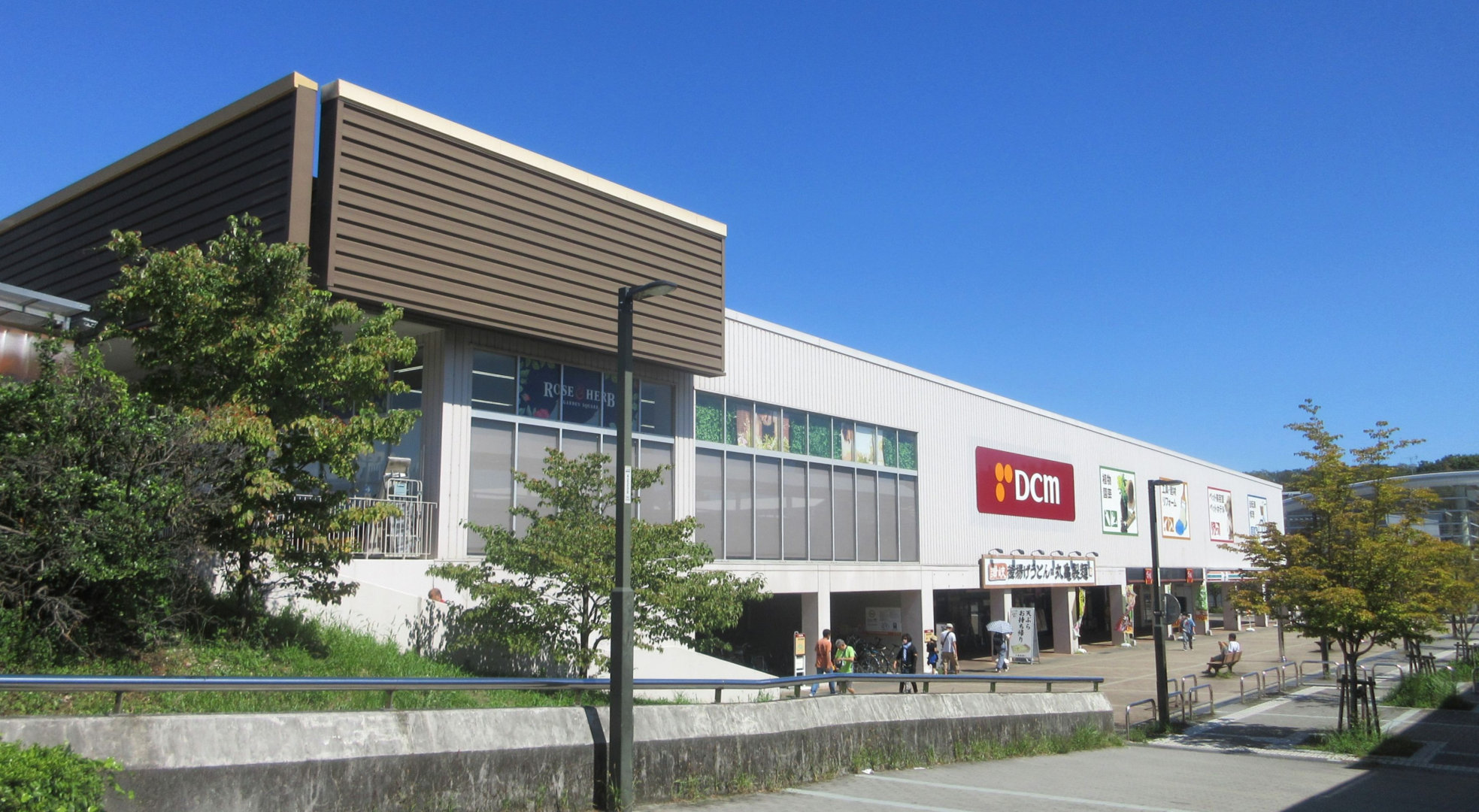
DCM 八王子みなみ野店

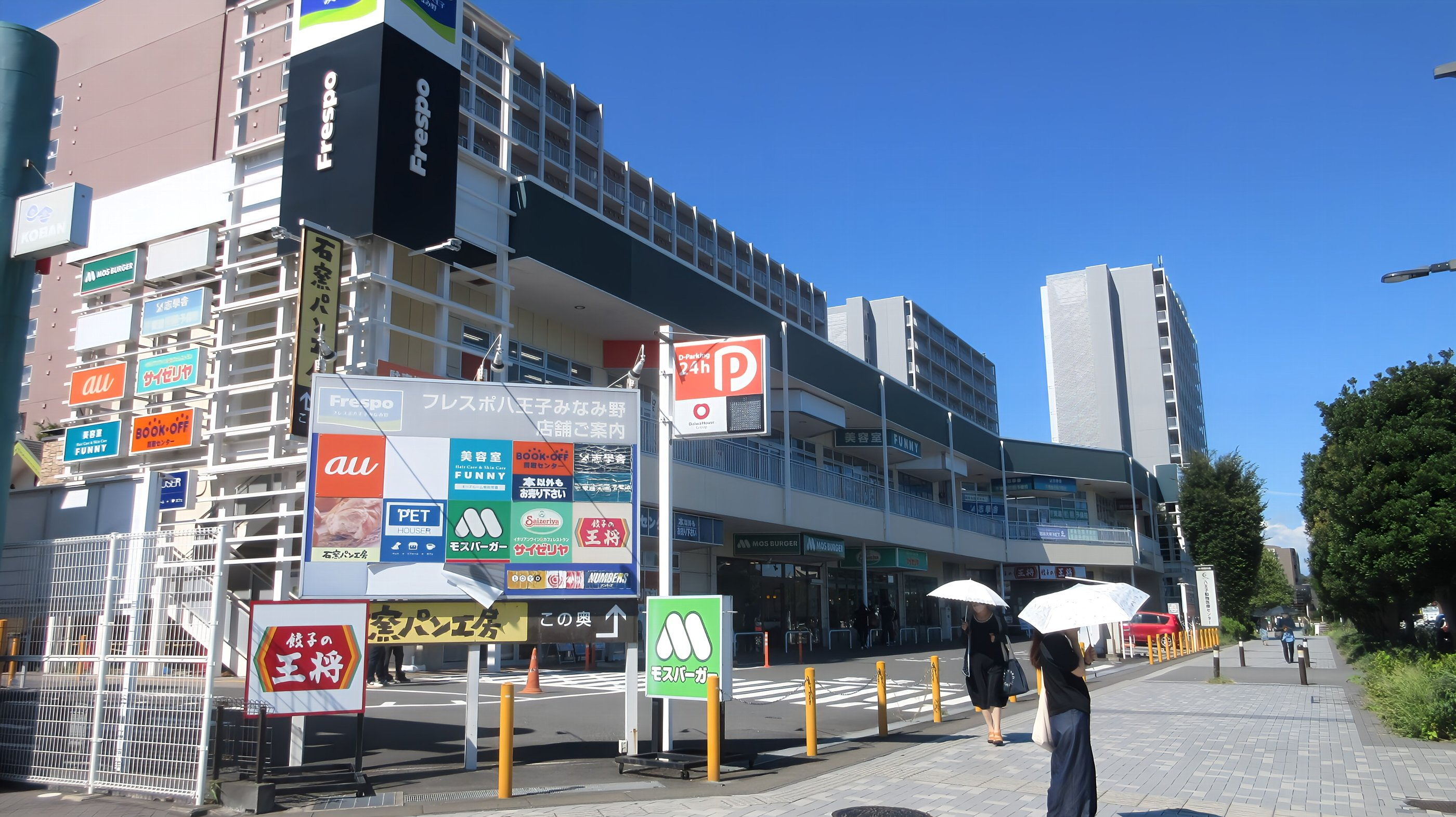
フレスポ八王子みなみ野

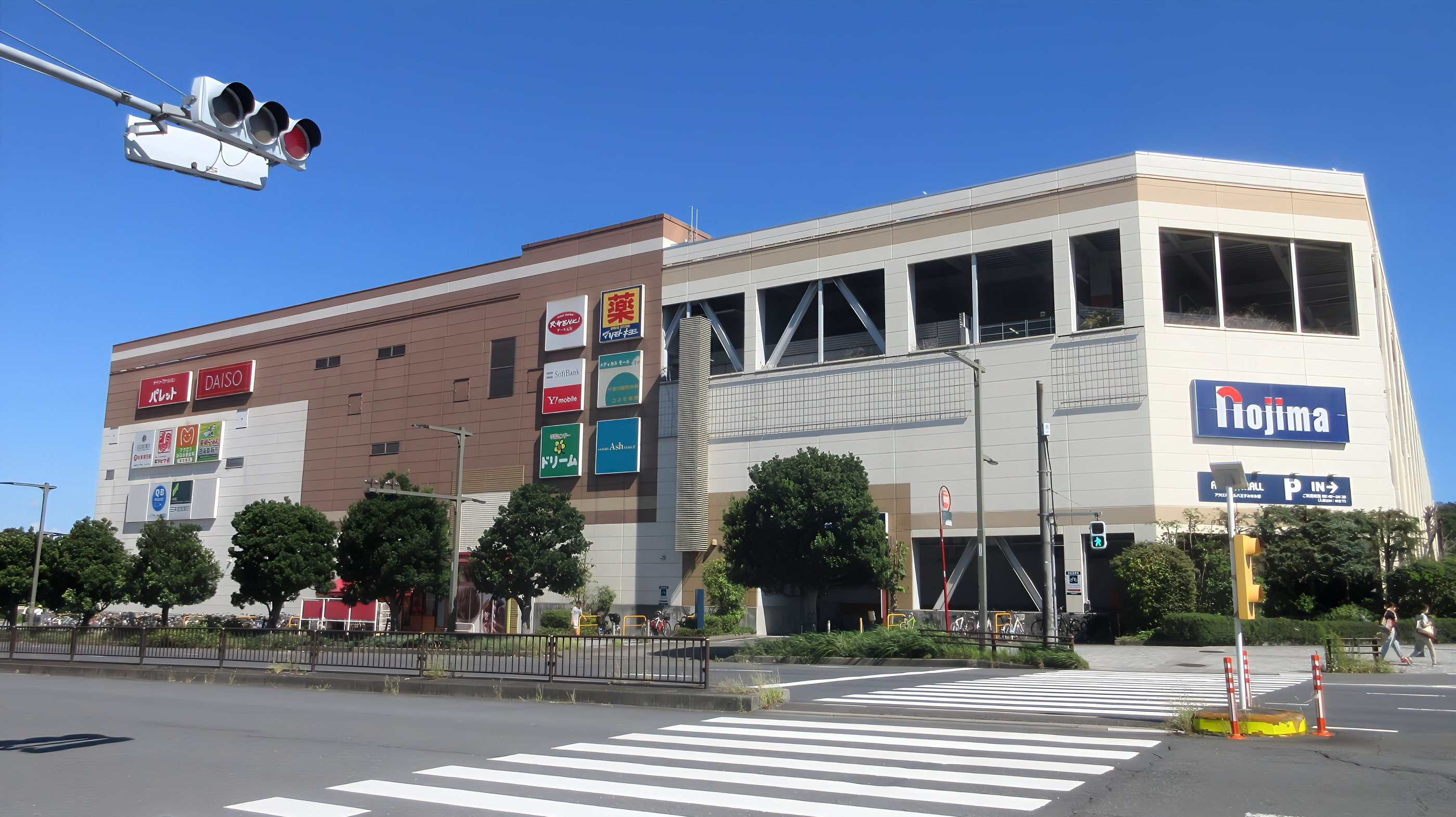
アクロスモール八王子みなみ野

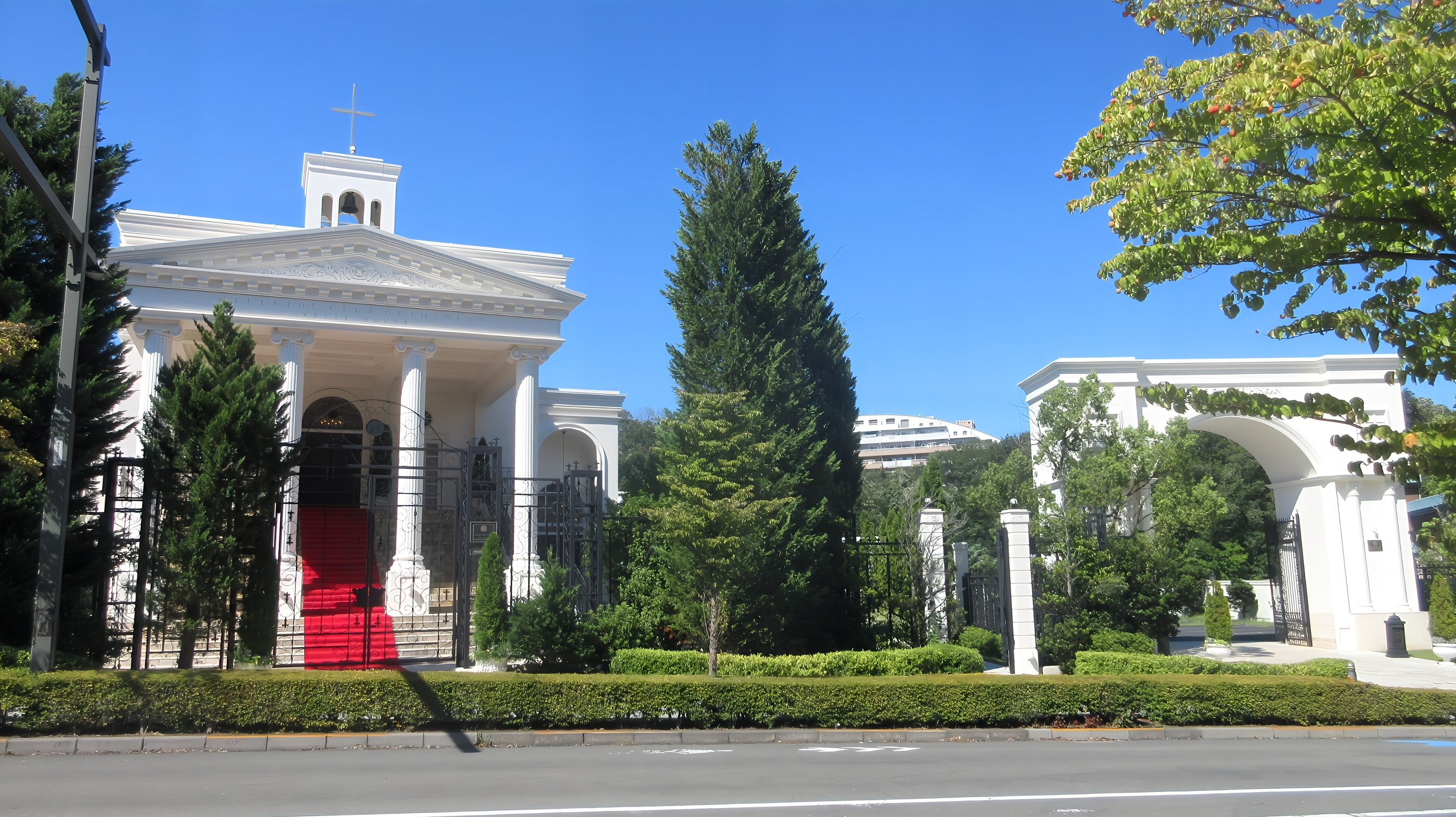
ヒルサイドクラブ迎賓館

- DCM 八王子みなみ野店[1]（旧：ホーマックスーパーデポ 八王子みなみ野店→DCMホーマック 八王子みなみ野店）

### MiOみなみ野ショッピングセンター
- 三和 八王子みなみ野店
- Seria 三和八王子みなみ野店
- ニトリ 八王子みなみ野店
- スーパーセカンドストリート 八王子みなみ野店

### フレスポ八王子みなみ野
大和リースが運営。
- ブックオフ 買取センター
- 動物病院

### アクロスモール八王子みなみ野
大和情報サービスが運営。
- アール元気 アクロスモールみなみ野店[4]
- マツモトキヨシ アクロスモール八王子みなみ野店
- ダイソー アクロスモール八王子みなみ野店
- パレット アクロスモール八王子みなみ野店
- QBハウス アクロスモール八王子みなみ野店
- ノジマ 八王子みなみ野店
- くまざわ書店 八王子みなみ野店
- ゲームセンター

## 教育・保育施設

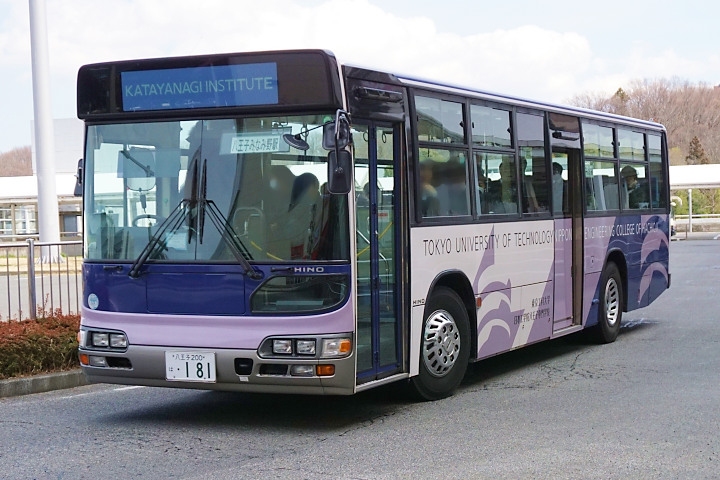
八王子みなみ野駅に乗り入れる、東京工科大学・日本工学院八王子専門学校のスクールバス

### 学校・幼稚園・保育所
- 八王子市立みなみ野小中学校
- 八王子市立七国小学校
- 八王子市立七国中学校
- 八王子市立みなみ野君田小学校

近隣の片倉町に、東京工科大学と日本工学院八王子専門学校があり、八王子みなみ野駅が最寄り駅のためスクールバスが発着している。駅前には大規模な学生寮が建っている。
保育園は4園あるが、幼稚園は地区内になく、近隣地域の幼稚園の園バスが送迎に来ている状態だった。その後、2014年（平成26年）4月に東京ゆりかご幼稚園が館町から七国に移転することになり、地区内に初の幼稚園が設置された。
また、みなみ野保育園に隣接して「地域子ども家庭支援センターみなみ野」がある。